# JR西日本289系電車
289系電車（289けいでんしゃ）は、西日本旅客鉄道（JR西日本）が683系2000番台から改造して製作した特急形電車である。

## 概要
「くろしお」「こうのとり」「きのさき」「はしだて」に充当されていた381系を置き換えるため、「しらさぎ」に使用されていた683系2000番台を直流専用に改造し、形式名を「289系」に変更した。2015年（平成27年）4月から10月にかけて、吹田総合車両所および福知山電車区で改造された。
「しらさぎ」時代の5両（基本編成）×12本を、「くろしお」向け6両×5本と「こうのとり」「きのさき」「はしだて」向け4両×7本にそれぞれ組成変更し、3両（付属編成）×9本は「くろしお」向けに3本、「こうのとり」「きのさき」「はしだて」向けに6本を振り分ける。福知山向けの3両×6本は683系のまま金沢から福知山に転属し、289系改造を行った。それ以外の編成は、いったん京都に転属して編成組み換えおよび289系改造を済ませ、福知山向けの4両編成のみ福知山に再転属した。改造に際し余剰となった2両のうちの1両は289系化されてサハ289-2510を名乗ったが、2016年（平成28年）7月に廃車になっている。
2015年（平成27年）4月28日に旧S10編成が289系に改造されて出場したが、この時点では交流機器は撤去されておらず、「SHIRASAGI」のエンブレムも存置されたまま回送された。また、同年5月27日には4両編成とされたS06編成の試運転が行われた。

## 構造
外板塗装は4列車に投入されている287系に準じ、窓下の帯色が青■とオレンジ色■から、「くろしお」向け編成はオーシャングリーン■に、「こうのとり」「きのさき」「はしだて」向け編成はダークレッド■にそれぞれ変更されている。番台区分は2000番台・3000番台のまま変更がない。性能面では力行性能を287系と同等とし、さらに定速制御の設定速度を75 km/hから55 km/hに変更する改造が行われている。

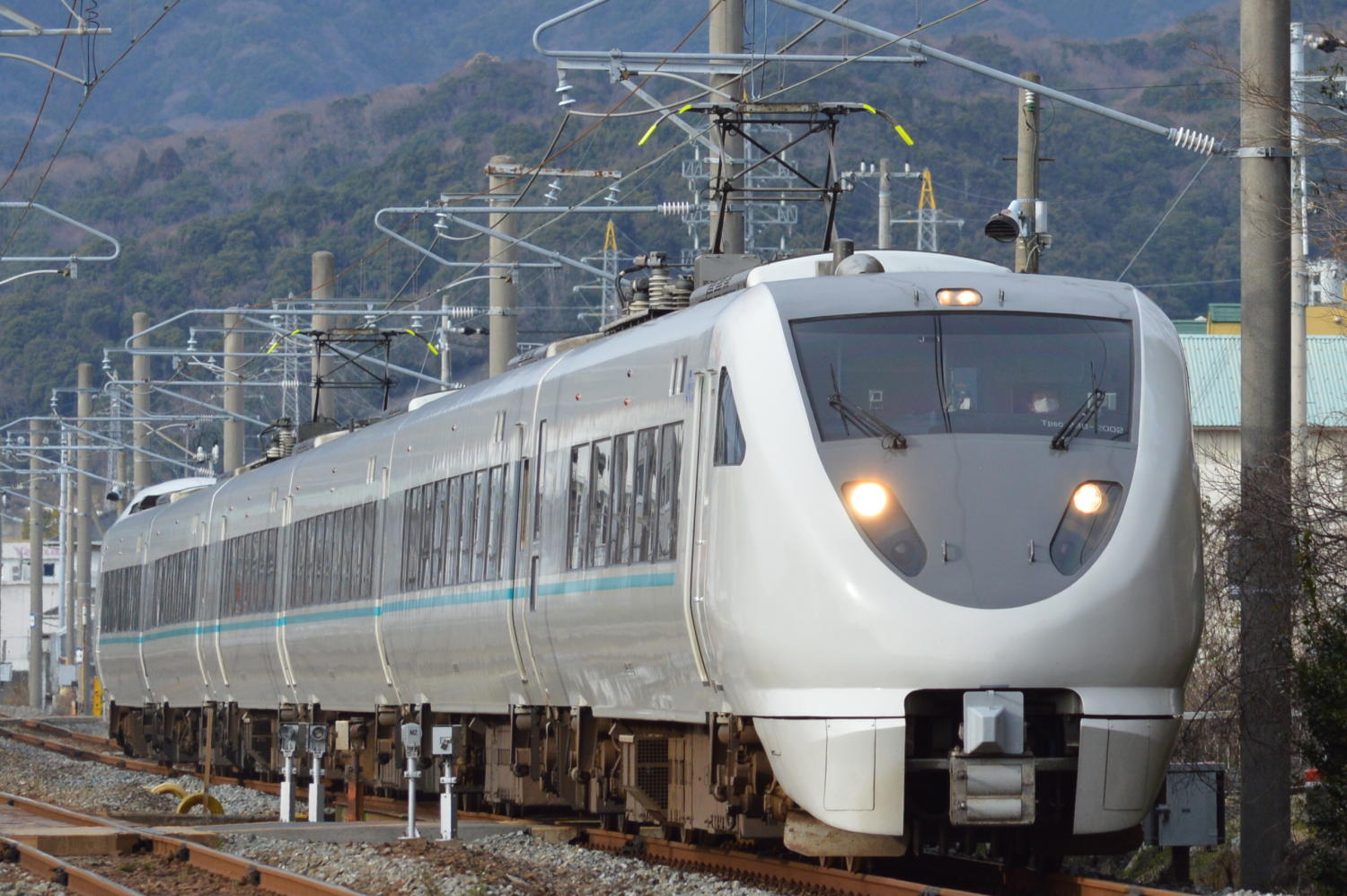
「くろしお」用編成
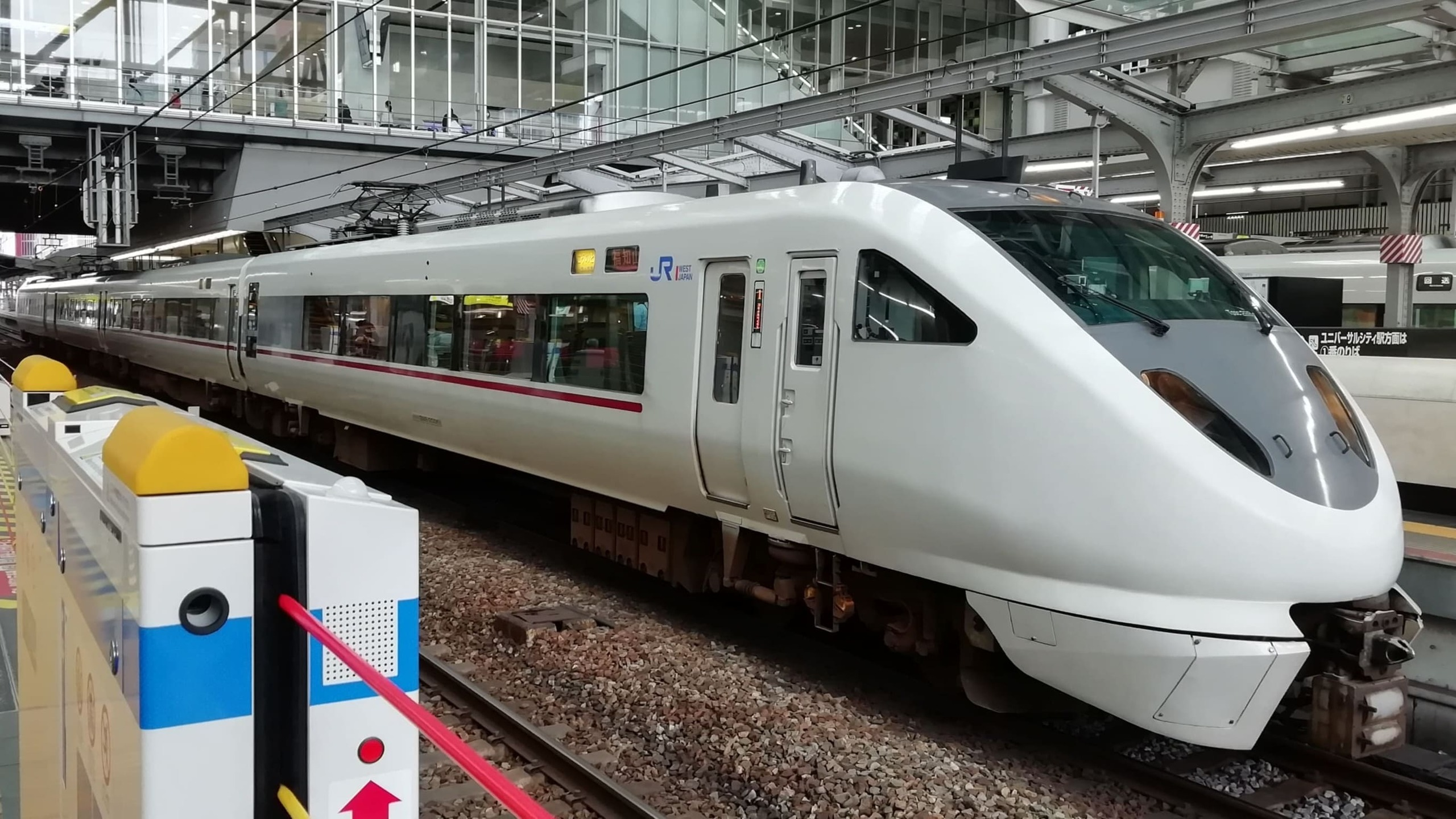
「こうのとり」用編成

## 形式
電動車は奇数形式、付随車については電動車とユニットを組み集電装置と特高圧機器を搭載するTp車が偶数形式、単独付随車であるT車が奇数形式を称する。車両の向きによる形式区分はされていない。
転用にあたって287系と編成を揃えるため基本・付属編成とも方向転換が行われている（「しらさぎ」時代で当てはめるとグリーン車が米原寄りに変更）。
- クモハ289形（Mc）

種車はクモハ683形。車体前位に運転台をもつ普通車で、クハ288形・サハ288形とユニットを組んで使用される。後位に車椅子対応設備を設け、車両制御装置・電動空気圧縮機などが搭載されている。
- モハ289形（M）

種車はモハ683形。編成の中間に組成される運転台のない普通車で、クロ288形（クロハ288形）とユニットを組んで使用されている。車両制御装置・電動空気圧縮機などが搭載されている。
- クロ288形→クロハ288形（Tpsc'）

種車はクロ682形。車体後位に運転台を持つグリーン車で、モハ289形とユニットを組んで使用されている。前位にトイレ・洗面所・フリースペースを設け、主変圧器・主整流装置・集電装置などが搭載されている。全車クロハ288形に再改造された（後述）。
- クハ288形（Tpc'）

種車はクハ682形。車体後位に運転台を持つ普通車で、クモハ289形とユニットを組んで使用されている。前位にトイレ・洗面所を設け、主変圧器・主整流装置・集電装置などが搭載されている。
- サハ289形（T）

種車はサハ683形。編成の中間に組成される、運転台のない普通車である。トイレ・洗面所・車内販売準備室・車椅子対応設備・多目的室・自動販売機・業務用室・車掌室が備えられている。
- サハ288形（Tp）

種車はサハ682形。編成の中間に組成される、運転台のない普通車で、クモハ289形とユニットを組んで使用されている。前位にトイレ・洗面所・公衆電話を設け、主変圧器・主整流装置・集電装置などが搭載されている。
| 編成記号 | ← 京都新宮・網干 →      | ← 京都新宮・網干 →   | ← 京都新宮・網干 →        | ← 京都新宮・網干 →   | ← 京都新宮・網干 →   | ← 京都新宮・網干 →           |
| -------- | ----------------------- | -------------------- | ------------------------- | -------------------- | -------------------- | ---------------------------- |
| J編成    | クモハ289 -#3500 （Mc） | サハ289 -#2500 （T） | ◇ サハ288 -#2200 （Tp）   | モハ289 -#3400 （M） | サハ289 -#2500 （T） | ◇ クロハ288 -#2000 （Tpsc'） |
| I編成    | クモハ289 -#3500 （Mc） | サハ289 -#2400 （T） | ◇ クハ288 -#2700 （Tpc'） |                      |                      |                              |

| 編成記号 | ← 新大阪・京都／天橋立城崎温泉・宮津 → | ← 新大阪・京都／天橋立城崎温泉・宮津 → | ← 新大阪・京都／天橋立城崎温泉・宮津 → | ← 新大阪・京都／天橋立城崎温泉・宮津 → |
| -------- | -------------------------------------- | -------------------------------------- | -------------------------------------- | -------------------------------------- |
| FG編成   | クモハ289 -#3500 （Mc）                | ◇ サハ288 -#2200 （Tp）                | モハ289 -#3400 （M）                   | ◇ クロハ288 -#2000 （Tpsc'）           |
| FH編成   | クモハ289 -#3500 （Mc）                | サハ289 -#2400 （T）                   | ◇ クハ288 -#2700 （Tpc'）              |                                        |

## 改造
ここでは運用開始以降に実施された改造について述べる。

### 交流機器撤去
289系化の際には交流機器は使用停止措置が取られたのみであったが、2016年（平成28年）4月から2018年（平成30年）11月にかけて交流機器は順次撤去された。施工は吹田総合車両所。なお、福知山電車区所属の6両（FH301・FH306編成）のみ施工されず、2019年（平成31年・令和元年）4月および6月に交流機器の使用再開により、再度683系に復帰のうえ金沢に転属している。

### 半室グリーン車化
交流機器撤去と同時に、クロ288形の客室の前位寄り（連結面側）を普通車化したもの。客室間を仕切る扉が増設され、グリーン車の定員は15名、普通車の定員は18名である。2016年（平成28年）11月から2018年（平成30年）11月にかけて吹田総合車両所で行われた。
- クロ288-3501 - 3512→クロハ288-同番号

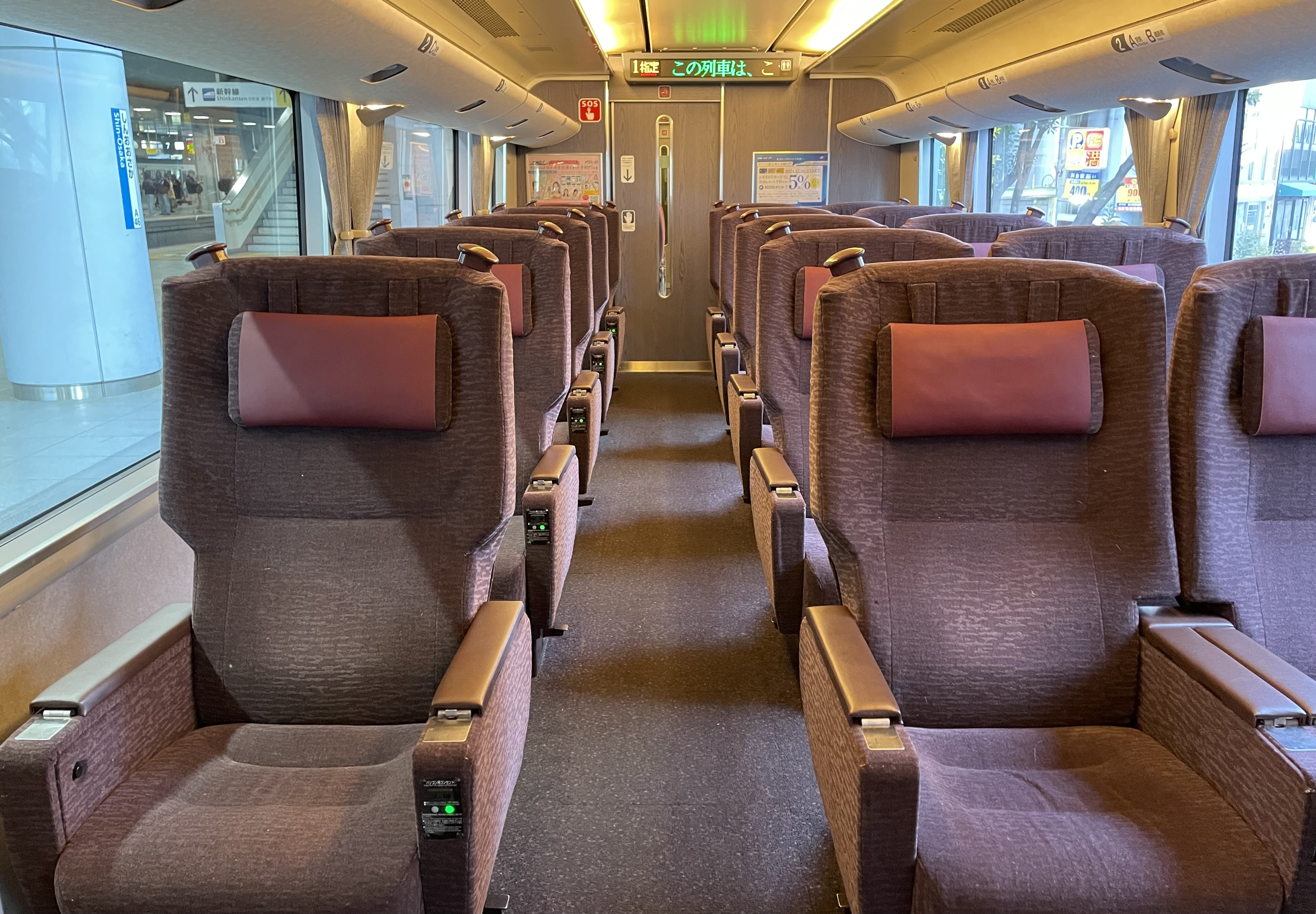
半室改造後のグリーン車
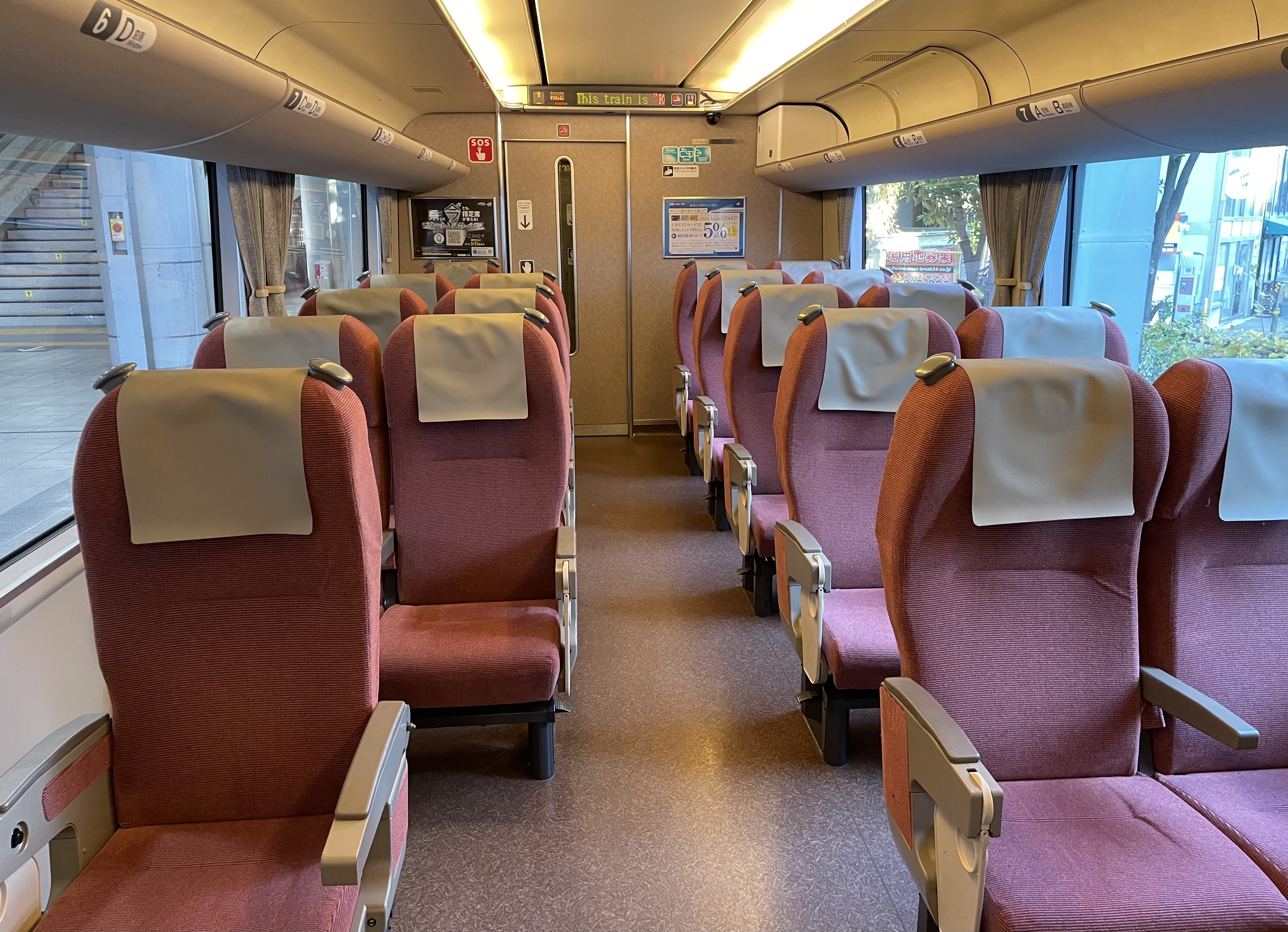
半室改造後の普通車

## 車両配置と運用線区

### 吹田総合車両所京都支所
2025年（令和7年）4月1日現在、吹田総合車両所京都支所には、6両編成×5本（J01 - J05編成）と3両編成×3本（I01 - I03編成）の計39両が配置されている。
J編成は金沢総合車両所から転属した5両編成（S02・S04・S05・S07・S12編成）に、別の5両編成から外したサハ683を組み込んで6両編成とした編成である。I編成は、金沢総合車両所から転属した3両編成（S27 - S29編成）が改造された編成である。なおこの組み換えにおいてサハ683-2509・サハ289-2510が余剰となり、2016年（平成28年）7月11日付で廃車された。
J編成とI編成は2015年（平成27年）10月17日に和歌山駅 - 白浜駅間にて試乗会を実施、同年10月31日から特急「くろしお」6往復（新大阪駅 - 紀伊田辺駅・白浜駅間）で運転を開始した。2019年（平成31年）3月16日からは2往復が新宮駅まで運用を拡大し、新大阪駅 - 和歌山駅・白浜駅・新宮駅間の運用となっている。基本はJ編成の6両編成とし、付属のI編成は単独の運用はなく、多客期を中心に京都駅 - 白浜駅間でJ編成と併結されて9両編成で運転されている。
2019年（平成31年）3月より、JR神戸線に新設された通勤特急「らくラクはりま」にも使用されているほか、I編成のみ「こうのとり」などの北近畿方面の特急の増結に使用されることがある。
2025年（令和7年）4月19日・4月20日・5月17日・5月18日には奈良線の臨時特急「いにしへ」にI編成が使用され、前面に国鉄型特急車両に多く取り付けられていたシンボルマークと、485系などのヘッドマークをイメージしたステッカーを掲出して運行された。
2025年（令和7年）3月15日現在の運用
- 特急「くろしお」：下り7・15・21・23・31号、上り10・12・18・24・34号[27][28]
- 通勤特急「らくラクはりま」：全列車[29][30]
  - 新大阪駅発着列車（1・4号）はI編成が4 - 6号車で、京都駅発着列車（2・3号）はJ編成が使用される[15]。

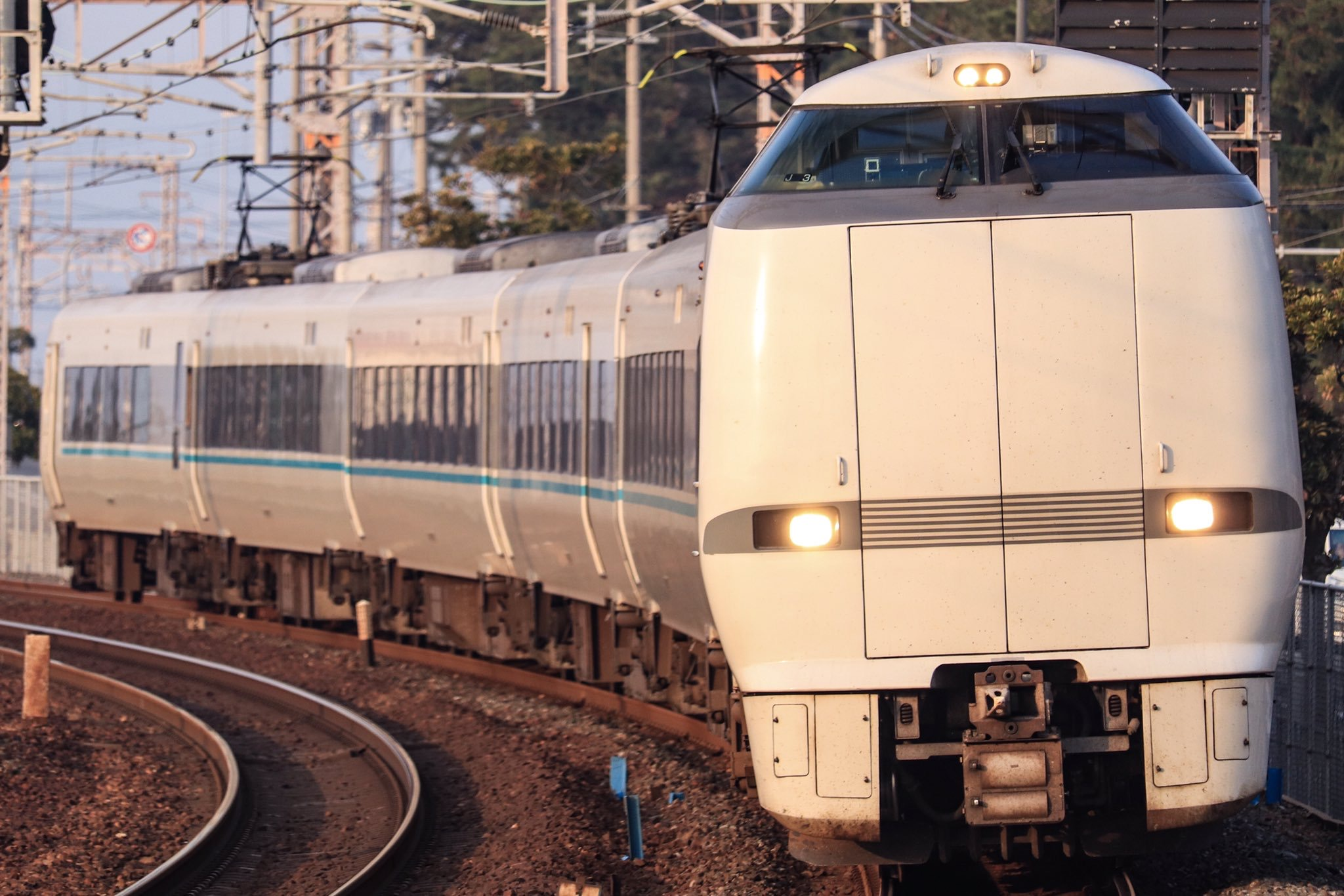
「らくラクはりま」で運用される289系
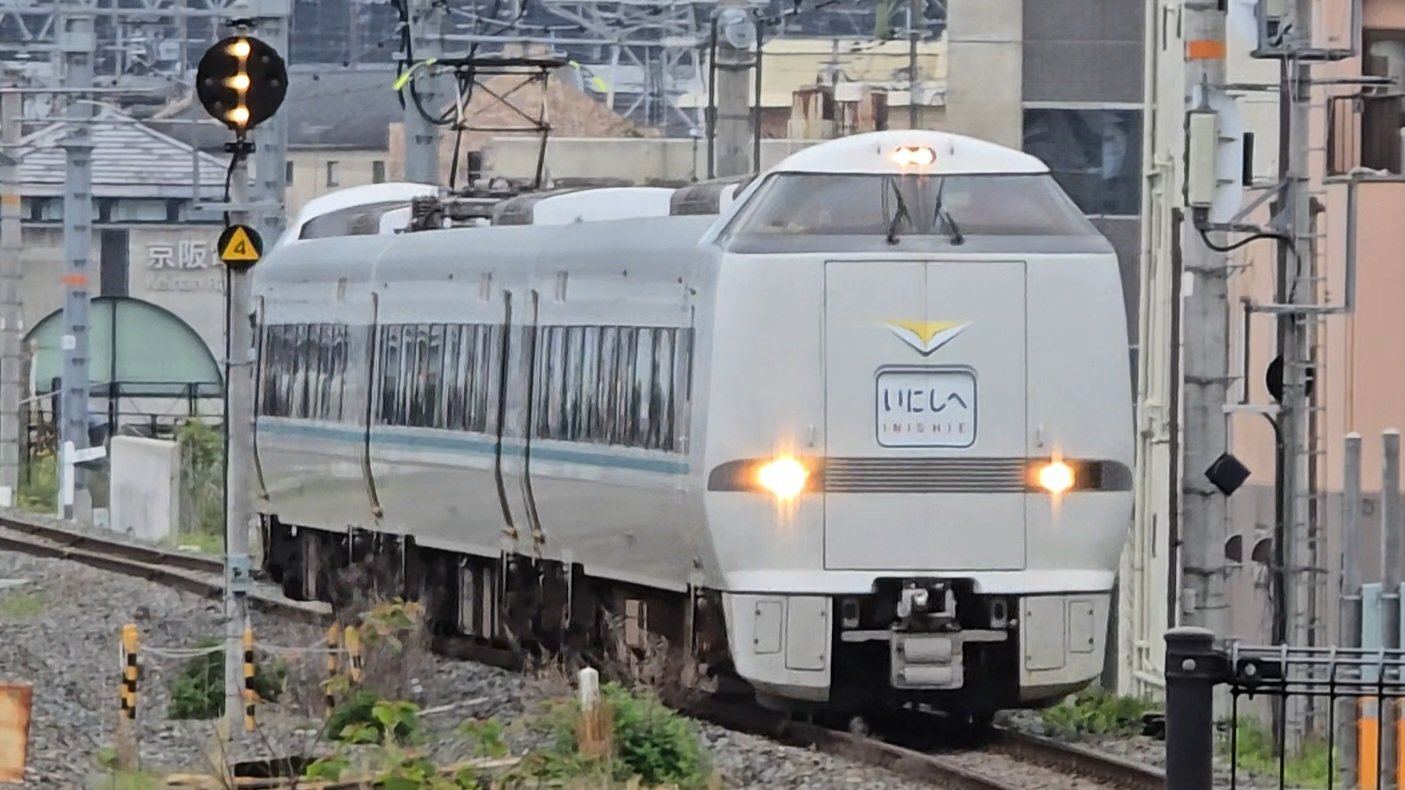
「いにしへ」で運用される289系

### 吹田総合車両所福知山支所
2025年（令和7年）4月1日現在、吹田総合車両所福知山支所（旧：福知山電車区）には、4両編成×7本（FG401・FG403・FG406・FG408 - FG411編成）と3両編成×4本（FH302 - FH305編成）の計40両が配置されている。
FH編成は上述の通り金沢総合車両所から直接転属し改造された編成である。FG編成は、金沢総合車両所から吹田総合車両所京都支所に転属した5両編成（S01・S03・S06・S08 - S11）からサハ683を外して4両編成の289系とし、当区に再転属した編成である。2019年（平成31年・令和元年）4月・6月にFH301・FH306編成は683系に復帰の上、金沢総合車両所に再転属している。
FH編成とFG編成は2015年（平成27年）10月31日から特急「こうのとり」7往復（新大阪駅 - 福知山駅・城崎温泉駅間）、「きのさき」3往復（京都駅 - 福知山駅・豊岡駅・城崎温泉駅間）、「はしだて」2往復（京都駅 - 天橋立駅間）で運転されていたが、2016年（平成28年）3月26日のダイヤ改正では「きのさき」「はしだて」運用から離脱し、「こうのとり」12往復のみの運転となり、2019年（平成30年）3月16日ダイヤ改正以降は「こうのとり」8往復（新大阪駅 - 福知山駅・豊岡駅・城崎温泉駅間）、「きのさき」2往復（京都駅 - 福知山駅・城崎温泉駅間）、「はしだて」1往復（京都駅 - 天橋立駅間）の運転となり、2021年（令和3年）3月ダイヤ改正時点では「こうのとり」9往復（新大阪駅 - 福知山駅・豊岡駅・城崎温泉駅間）、「きのさき」2往復（京都駅 - 福知山駅・城崎温泉駅間）の運転となっている。京都駅 - 綾部駅間で「きのさき」「はしだて」と併結運転を行う「まいづる」は287系が専属で充当されるため、本形式は分割併合運用には充当されない。基本はFG編成の4両編成だが、季節・曜日によっては付属のFH編成または京都支所所属のI編成がFG編成と併結されて7両編成で運転される場合がある。
2020年（令和2年）8月8日より、FG401編成に北近畿地区にゆかりがある明智光秀をイメージしたラッピングが実施され、特急「こうのとり」10号（福知山駅9時50分発）から運転を開始した。当初は2021年（令和3年）10月末頃までの運転を予定していたが、2023年（令和5年）9月頃まで運転された。
2024年（令和6年）11月7日より、「かにカニ日帰りエクスプレス」の利用開始に合わせ、FG406編成（1・4号車）に、4ブランドの松葉ガニをデザインしたラッピングが実施された。運行期間は2025年（令和7年）3月頃まで、また、期間中は福知山駅・豊岡駅・城崎温泉駅などへの到着前車内チャイムが、PUFFYの『渚にまつわるエトセトラ』のワンフレーズに変更された。
2025年（令和7年）3月18日より、FH編成が通勤特急「らくラクはりま」1・4号の1 - 3号車に使用されており、京都支所所属のI編成と併結して運用されている。
2025年（令和7年）3月15日現在の運用
- 特急「こうのとり」：下り1・3・11・13・15・17・21・27号、上り8・10・12・14・20・24・26・28号[45][46]
- 特急「きのさき」：下り3・5・9・13号、上り6・10・16・18号[47][46]
- 通勤特急「らくラクはりま」：下り1号、上り4号[29][30]
  - FH編成が1 - 3号車で使用される[13]。

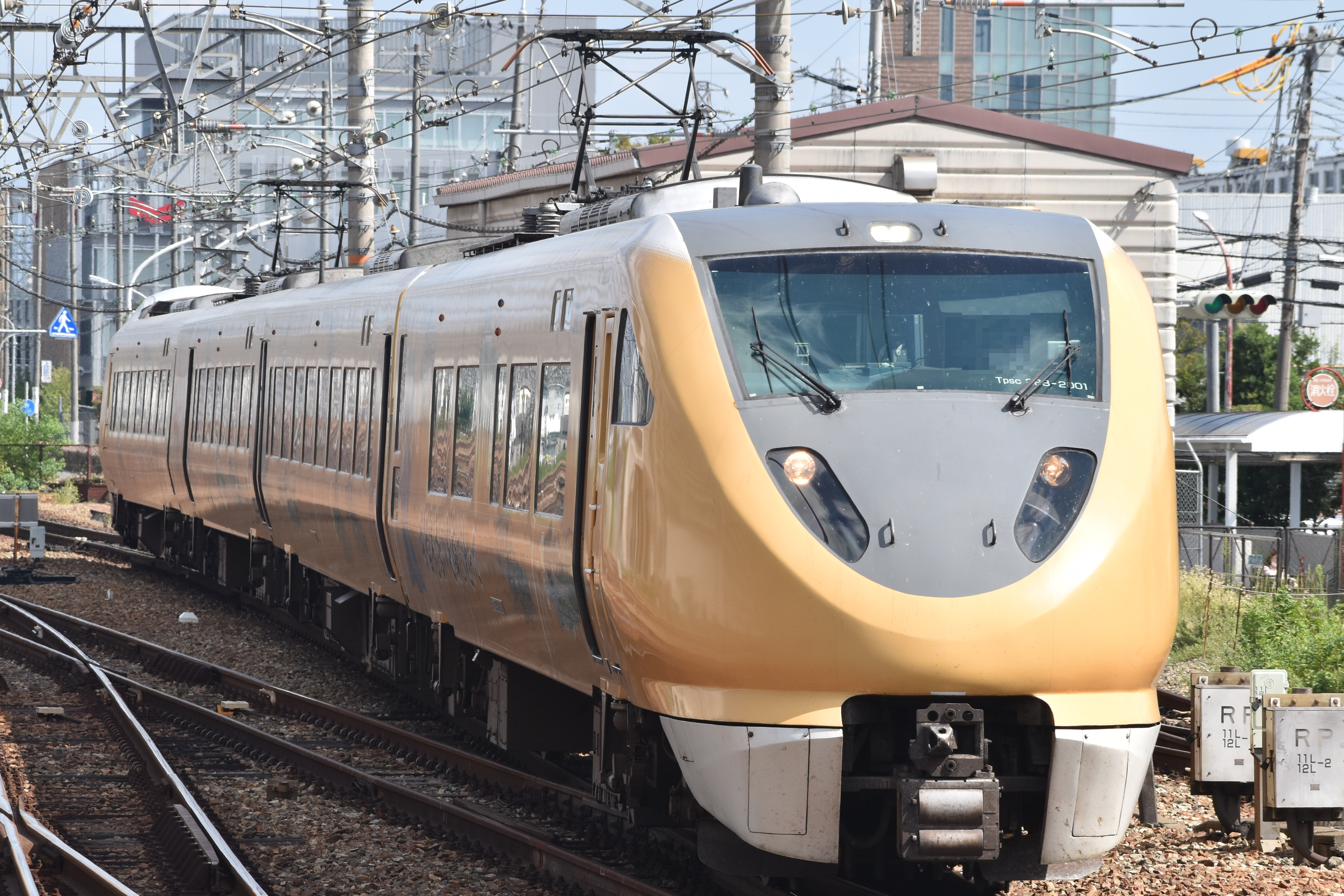
明智光秀ラッピング車 （クロハ288形側、尼崎駅）
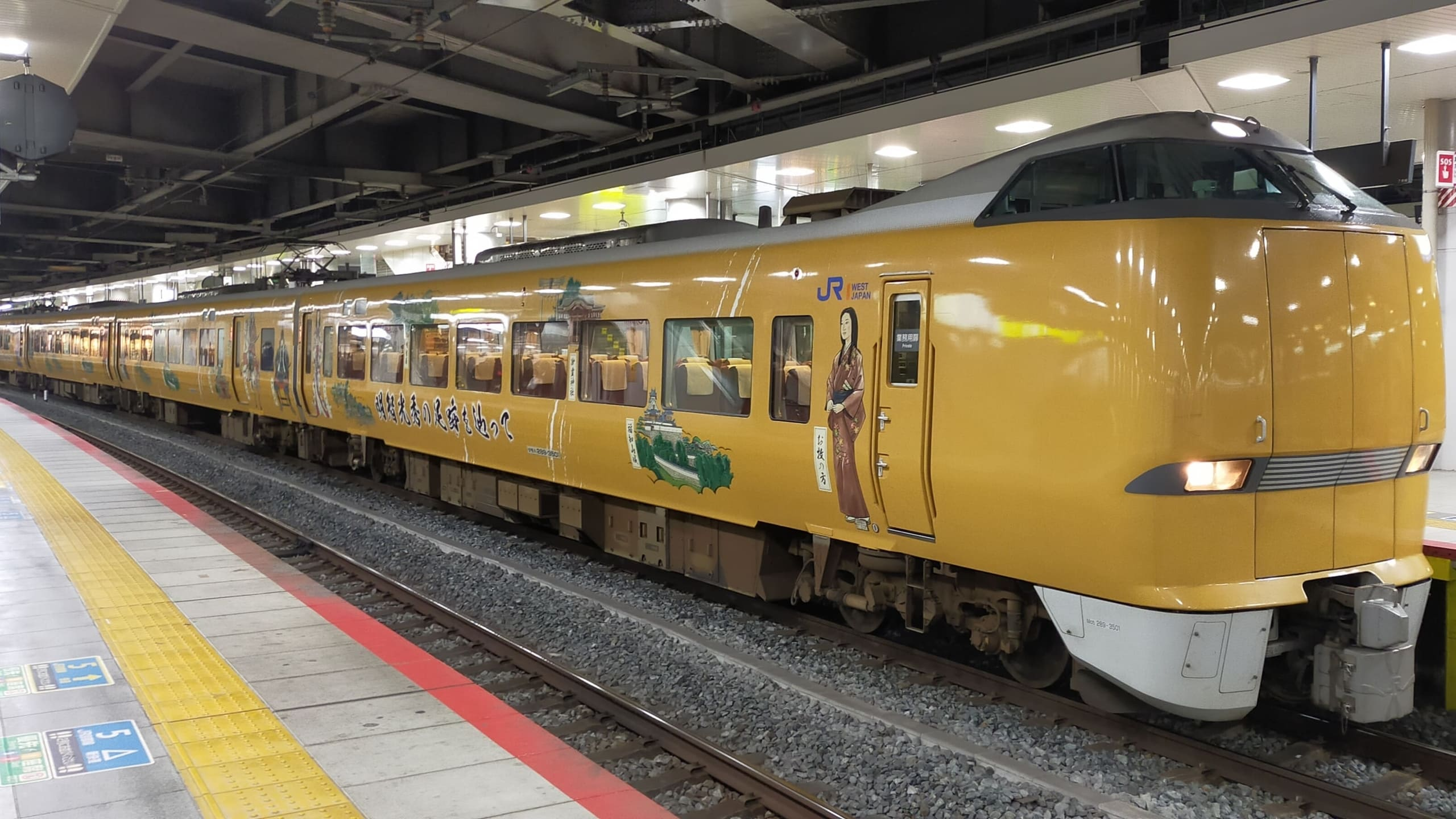
明智光秀ラッピング車 （クモハ289形側、新大阪駅）
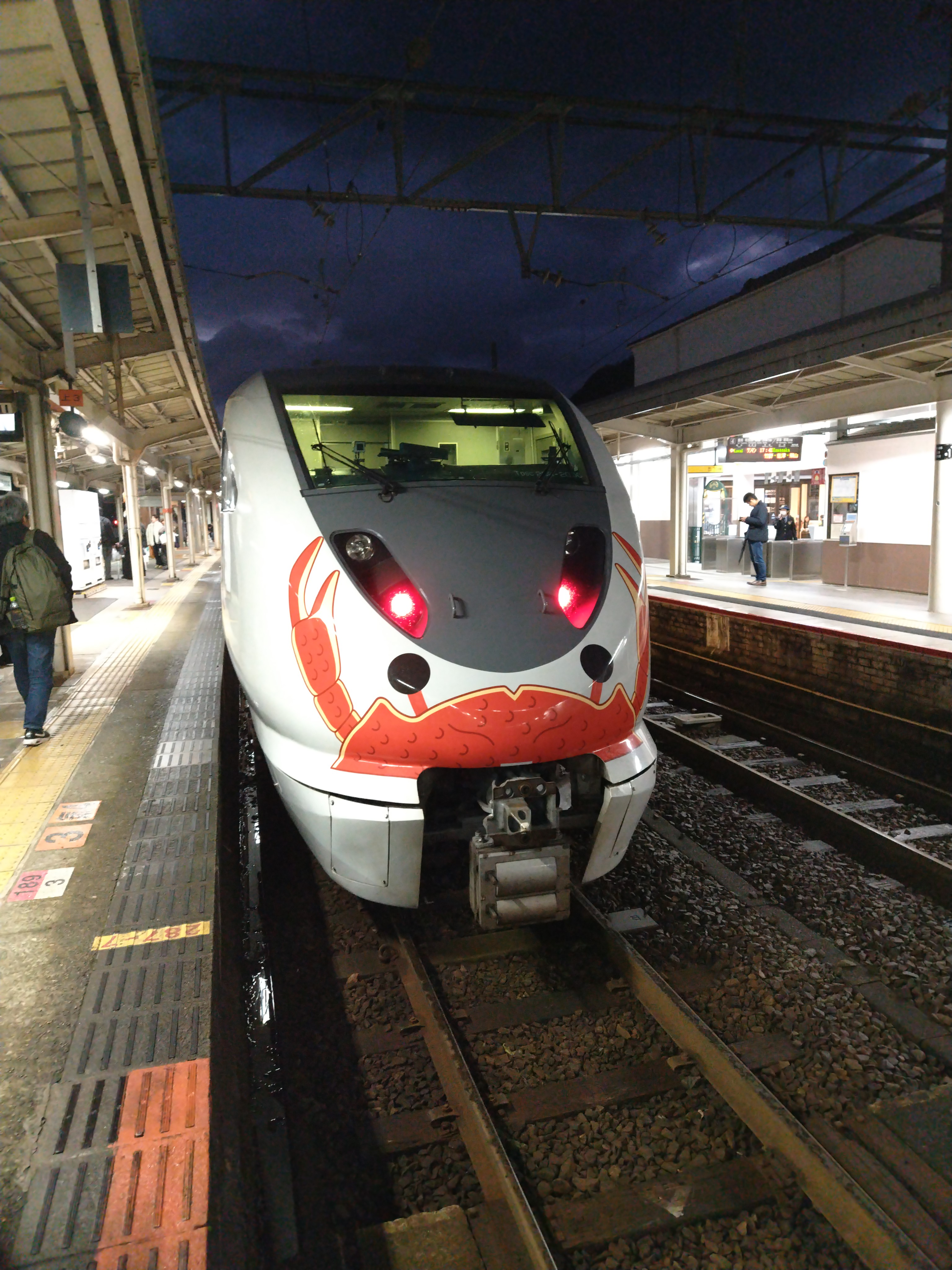
松葉ガニラッピング車 （クロハ288形側、城崎温泉駅）

## 編成表
2025年（令和7年）4月1日現在
| ← 京都新宮・網干 → | ← 京都新宮・網干 → | ← 京都新宮・網干 → | ← 京都新宮・網干 → | ← 京都新宮・網干 → | ← 京都新宮・網干 → | ← 京都新宮・網干 → | ← 京都新宮・網干 → | ← 京都新宮・網干 → | ← 京都新宮・網干 → |
| ------------------ | ------------------ | ------------------ | ------------------ | ------------------ | ------------------ | ------------------ | ------------------ | ------------------ | ------------------ |
| 編成番号           | クモハ 289         | サハ 289           | サハ 288           | モハ 289           | サハ 289           | クロハ 288         | 落成日             | 交流機器撤去       | 備考               |
| J01                | 3503               | 2502               | 2202               | 3402               | 2501               | 2002               | 2015/06/21         | 2017/04/14         | 元金沢S02          |
| J02                | 3507               | 2504               | 2204               | 3404               | 2503               | 2004               | 2015/05/04         | 2016/11/25         | 元金沢S04          |
| J03                | 3511               | 2505               | 2205               | 3405               | 2506               | 2005               | 2015/09/04         | 2017/11/07         | 元金沢S05          |
| J04                | 3514               | 2507               | 2207               | 3407               | 2508               | 2007               | 2015/08/24         | 2018/04/24         | 元金沢S07          |
| J05                | 3521               | 2512               | 2212               | 3412               | 2511               | 2012               | 2015/06/28         | 2017/07/07         | 元金沢S12          |
| 編成番号           | クモハ 289         | サハ 289           | クハ 288           |                    |                    |                    | 落成日             | 交流機器撤去       | 備考               |
| I01                | 3512               | 2407               | 2707               |                    |                    |                    | 2015/07/08         | 2017/02/02         | 元金沢S27          |
| I02                | 3515               | 2408               | 2708               | 2015/09/04         | 2018/06/05         | 元金沢S28          |                    |                    |                    |
| I03                | 3520               | 2409               | 2709               | 2015/06/14         | 2017/07/18         | 元金沢S29          |                    |                    |                    |

| ← 新大阪・京都城崎温泉 → | ← 新大阪・京都城崎温泉 → | ← 新大阪・京都城崎温泉 → | ← 新大阪・京都城崎温泉 → | ← 新大阪・京都城崎温泉 → | ← 新大阪・京都城崎温泉 → | ← 新大阪・京都城崎温泉 → | ← 新大阪・京都城崎温泉 → |
| ------------------------ | ------------------------ | ------------------------ | ------------------------ | ------------------------ | ------------------------ | ------------------------ | ------------------------ |
| 編成番号                 | クモハ 289               | サハ 288                 | モハ 289                 | クロハ 288               | 落成日                   | 交流機器撤去             | 備考                     |
| FG401                    | 3501                     | 2201                     | 3401                     | 2001                     | 2015/06/22               | 2016/12/05               | 元金沢S01                |
| FG403                    | 3505                     | 2203                     | 3403                     | 2003                     | 2015/05/10               | 2017/05/22               | 元金沢S03                |
| FG406                    | 3513                     | 2206                     | 3406                     | 2006                     | 2015/05/29               | 2017/09/06               | 元金沢S06                |
| FG408                    | 3516                     | 2208                     | 3408                     | 2008                     | 2015/08/20               | 2017/12/09               | 元金沢S08                |
| FG409                    | 3517                     | 2209                     | 3409                     | 2009                     | 2015/10/31               | 2018/04/12               | 元金沢S09                |
| FG410                    | 3518                     | 2210                     | 3410                     | 2010                     | 2015/04/29               | 2018/08/01               | 元金沢S10                |
| FG411                    | 3519                     | 2211                     | 3411                     | 2011                     | 2015/06/30               | 2018/11/15               | 元金沢S11                |
| 編成番号                 | クモハ 289               | サハ 289                 | クハ 288                 |                          | 落成日                   | 交流機器撤去             | 備考                     |
| FH302                    | 3504                     | 2402                     | 2702                     |                          | 2015/04/25               | 2016/04/15               | 元金沢S22                |
| FH303                    | 3506                     | 2403                     | 2703                     | 2015/04/14               | 2017/05/22               | 元金沢S23                |                          |
| FH304                    | 3508                     | 2404                     | 2704                     | 2015/04/14               | 2017/07/21               | 元金沢S24                |                          |
| FH305                    | 3509                     | 2405                     | 2705                     | 2015/06/18               | 2016/10/17               | 元金沢S25                |                          |